# Викидонебезпечна зона
Викидонебезпе́чна зо́на (рос. выбросоопасная зона, англ. outburst zone; нім. gasausbruchsgefährdete Zone f) — у гірництві — частина вугільного пласта або породи, що є небезпечною з раптових викидів вугілля та газу або породи та газу; встановлюється на підставі прогнозу викидонебезпеки.